# アンデル・カパ
アンデル・カパ・ロドリゲス（Ander Capa Rodríguez、1992年2月8日 - ）は、スペイン・バスク州ビスカヤ県ポルトゥガレテ出身のプロサッカー選手。レバンテUD所属。ポジションはMF、ディフェンダー（RSB）。

## 経歴
SDエイバルのユースチームで育成され、2012年7月にトップチームに昇格。2012–13シーズンはセグンダ・ディビシオンBで24試合・5ゴールの成績を残し、4年ぶりとなるセグンダ・ディビシオン復帰に貢献した。
2013年8月のレアル・ハエン戦でプロ初スタメン。9月のスポルティング・ヒホン戦でプロ初ゴール。2013–14シーズンもレギュラーを務め、クラブ史上初となるプリメーラ・ディビシオン昇格に貢献した。
2014-15シーズン開幕戦のレアル・ソシエダ戦でプリメーラ・ディビシオン初出場。2015-16プレシーズンからホセ・ルイス・メンディリバル監督によってウイングからサイドバックにコンバートされた。
2017年9月1日、シーズン終了後にユース時代に所属していたアスレティック・ビルバオに復帰することが発表された。
アスレティック加入初年度の18-19シーズン前半はオスカル・デ・マルコスの控え扱いであったが、エドゥアルド・ベリッソが解任され、エイバル、エイバルBチーム時代の恩師であるガイスカ・ガリターノが就任すると、スタメンに抜擢されリーグ25試合に出場した。
19-20シーズンの開幕戦のFCバルセロナ戦では、7日前に引退を表明していたアリツ・アドゥリスのオーバーヘッド弾をアシストし勝利に貢献。また、これがアスレティックに加入後初のアシストとなった。
2023年8月15日、レバンテUDに移籍した。